# (2410) Morrison
(2410) Morrison es un asteroide perteneciente al cinturón de asteroides, descubierto el 3 de enero de 1981 por Edward Bowell desde la Estación Anderson Mesa (condado de Coconino, cerca de Flagstaff, Arizona, Estados Unidos).

## Designación y nombre
Designado provisionalmente como 1981 AF. Fue nombrado Morrison en honor al astrónomo estadounidense David Morrison.